# Drosophila repleta
Drosophila repleta är en tvåvingeart som beskrevs av Thomas Vernon Wollaston 1858. Drosophila repleta ingår i släktet Drosophila och familjen daggflugor. Arten är tillfälligt reproducerande i Sverige.
Artens utbredningsområde täcker hela USA och Madeira.

## Bildgalleri

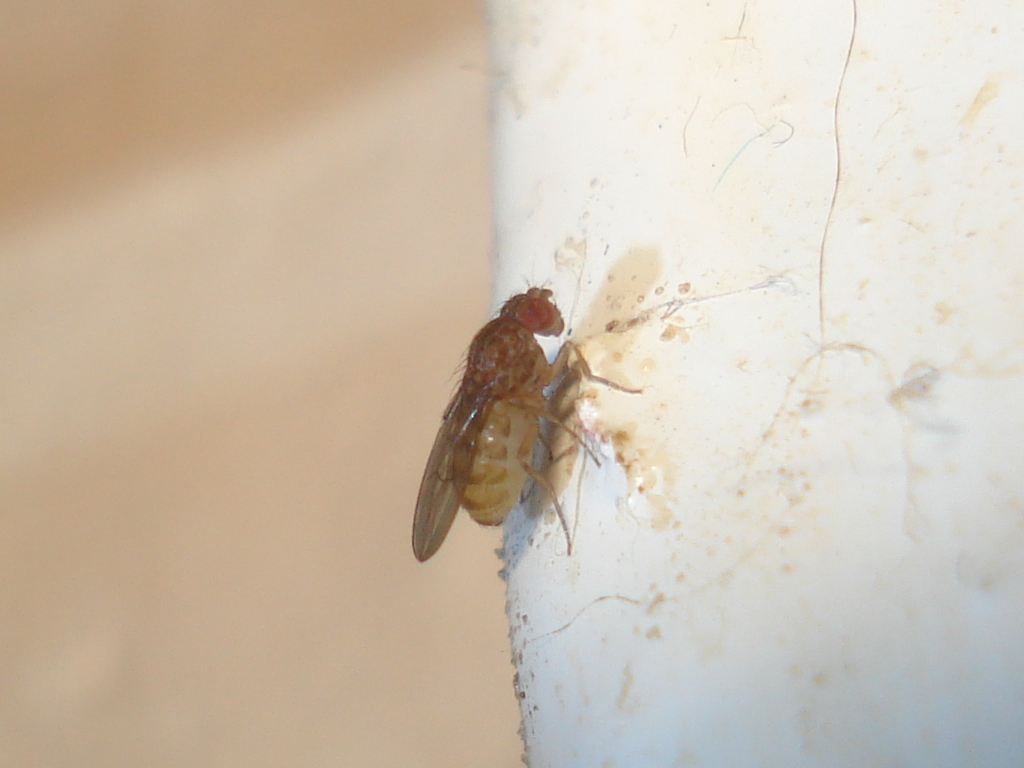